# Paysage avec moulin à vent
Paysage avec moulin à vent est un tableau peint par Jacob van Ruisdael en 1646. Cette œuvre de jeunesse représente un moulin au premier plan de prairies et à l'horizon, les dunes de la mer du Nord près de Haarlem, la ville natale du peintre. Le tableau est exposé au Cleveland Museum of Art, à Cleveland, dans l'Ohio.

## Description
Il s'agit d'une peinture à l'huile sur bois (49,5 × 68,5 cm). En bas à droite figurent la signature et la date : JvR 1646.
L'objet principal est un moulin à vent qui se dresse au premier plan du tableau derrière un cours d'eau. Il est entouré d'arbres, de broussailles et d'un jardin avec une clôture et un portail. À droite du moulin se trouve une maison avec une cheminée fumante. La moitié gauche du tableau s'ouvre sur une vaste étendue de prairies. Deux randonneurs marchent sur un chemin en se dirigeant vers le moulin. Sur la pelouse, derrière eux, on aperçoit des bandes de tissu vraisemblablement exposées pour blanchir. À gauche, à l'arrière-plan se trouvent des fermes entourées d'arbres. Tout à fait en arrière-plan, dans la profondeur de l'horizon, on reconnait des dunes de sable blanc. Il s'agit probablement des environs de Haarlem. La silhouette du moulin se distingue du ciel nuageux, ce qui provoque un léger effet dramatique. Le panache de fumée au-dessus de la cheminée indique qu'il n'y a pas de vent. La lumière du soleil vespéral éclaire cette scène paisible.

## Histoire et interprétation
Ce tableau de 1646 fait partie des premières œuvres de l'artiste : sa composition, et son style sont inspirés des œuvres de Salomon van Ruysdael, oncle et professeur de  Jacob. Il existe quatre dessins de Ruisdael qui représentent ce même thème, aujourd'hui exposés à la Galerie de peinture de Dresde. La composition comprend un motif de premier plan au bord du tableau et une vue opposée à l'arrière-plan. Ce principe revient sans cesse dans les paysages de Ruisdael. Toutefois, dès le début de son œuvre, il se distingue de son oncle Salomon et de ses contemporains dans la représentation de la végétation, Jacob van Ruisdael les représente avec précision ; les arbres et les buissons sont peints d'après nature, chaque espèce est identifiée selon son feuillage et sa forme. Une autre caractéristique est son penchant pour la monumentalité, qu'exprime ici l'exagération de la hauteur du moulin à vent, un sujet que Ruisdael a repris jusqu'à la fin, toujours comme objet principal du tableau.
L'artiste considérait peut-être le moulin à vent comme un symbole de la puissance de Dieu, dans la dépendance de l'Homme à son bien-être et de la richesse par les forces de la Nature et de Dieu. L'ingénierie du moulin à vent permettait de moudre le grain mais aussi d'assécher les cours d'eau et de créer des polders, apportant des conditions de vie plus sûres et une certaine richesse. L'imprimeur et graveur néerlandais Zacharie Heyns a publié en 1625 à Rotterdam un livre intitulé Emblemata. Les  moulins à vent symbolisaient la devise Spriritus vivificat. De letter doot maer den Geeſt maect levendich (« La Lettre tue, l'Esprit vivifie »), une citation qui provient de la Bible (Deuxième épître aux Corinthiens, chapitre 3, verset 6),.

## Provenance et expositions
Les propriétaires étaient Francis, Frédéric et Herbert Cook, propriétaires de la Collection Cook. Cette collection a été vendue aux enchères le 25 novembre 1966 à la maison d'enchères Christie's à Londres. Le tableau était encore considéré comme partie de la succession de Ruisdael. Il est allé à la Kunsthandlung F. Kleinberger & Co à New York. En 1967, il a été acquis par le fonds M. et Mme William H. Marlatt qui l'a prêté au Cleveland Museum of Art.
Expositions
- 1946 : Dutch and Flemish paintings of the seventeenth century from the Cook Collection. D'août à septembre, à la Usher Art Gallery de Lincoln[5]
- 1964-1966 : Manchester City Art Gallery, Manchester
- 2011 : Jacob van Ruisdael landscapes au Cleveland Museum of Art[6]